# Sibylle Lehmann-Hasemeyer
Sibylle Lehmann-Hasemeyer (* 1977) ist eine deutsche Wirtschaftshistorikerin.

## Leben
Von 1996 bis 2002 studierte sie Volkswirtschaftslehre in Marburg, an der Humboldt-Universität zu Berlin und in Lausanne. Nach dem PhD (2004–2008) in Economics am Trinity College Dublin ist sie seit 2012 Universitätsprofessorin für Wirtschafts- und Sozialgeschichte mit Agrargeschichte an der Universität Hohenheim.
Ihre Forschungsschwerpunkte sind Finanzmarktgeschichte, Geschichte der Globalisierung und politische Ökonomie.

## Schriften (Auswahl)
- mit Jochen Streb: Does social security crowd out private savings? The case of Bismarck’s system of social insurance. Berlin 2016.
- mit Fabian Wahl: Savings banks and the industrial revolution in Prussia supporting regional development with public financial institutions. London 2017.
- mit Andreas Neumayer: The persistence of ownership inequality. Investors on the Germanstock exchanges, 1869–1945. Stuttgart 2018.
- mit Klaus Prettner und Paul Tscheuschner: The scientific revolution and its role in the transition to sustained economic growth. Stuttgart 2020.